# Эсперантина (Пиауи)

Эсперантина на карте штата.

Эсперантина (порт. Esperantina) — муниципалитет в Бразилии, входит в штат Пиауи. Составная часть мезорегиона Север штата Пиауи. Входит в экономико-статистический микрорегион Байшу-Парнаиба-Пиауиенси. Население составляет 37 767 человек на 2010 год. Занимает площадь 911,215 км². Плотность населения — 41,45 чел./км².

## Демография
Согласно сведениям, собранным в ходе переписи 2010 г. Национальным институтом географии и статистики (IBGE), население муниципалитета составляет:
| Полное население                               | Полное население                               | Полное население                               | Полное население                               | 37 767 |
| ---------------------------------------------- | ---------------------------------------------- | ---------------------------------------------- | ---------------------------------------------- | ------ |
| в том числе:                                   | Городское население                            | 23 158                                         | Процент городского населения, %                | 61,32  |
|                                                | Сельское население                             | 14 609                                         | Процент сельского населения, %                 | 38,68  |
|                                                | Мужское население                              | 18 776                                         | Процент мужского населения, %                  | 49,72  |
|                                                | Женское население                              | 18 991                                         | Процент женского населения, %                  | 50,28  |
| Плотность населения, чел/км²                   | Плотность населения, чел/км²                   | Плотность населения, чел/км²                   | Плотность населения, чел/км²                   | 41,45  |
| Население муниципалитета в % к населению штата | Население муниципалитета в % к населению штата | Население муниципалитета в % к населению штата | Население муниципалитета в % к населению штата | 1,21   |

По данным оценки 2016 года, население муниципалитета составляет 38 874 жителя.

## Статистика
- Валовой внутренний продукт на 2003 год составляет 59 620 199 реалов (данные: Бразильский институт географии и статистики).
- Валовой внутренний продукт на душу населения на 2003 год составляет 1699,74 реалов (данные: Бразильский институт географии и статистики).
- Индекс развития человеческого потенциала на 2000 год составляет 0,591 (данные: Программа развития ООН).